# Dongxiang (langue)
Pour les articles homonymes, voir Dongxiang (homonymie).
Le dongxiang (ou santa) est une  langue mongole parlée dans le Sud-Ouest de la province du Gansu, en Chine par 250 000 Dongxiang.

## Phonologie

### Voyelles
|         | Antérieure | Centrale      | Postérieure |
| ------- | ---------- | ------------- | ----------- |
| Fermée  | i [i]      |               | ɯ [ɯ] u [u] |
| Moyenne | e [e]      | ə [ə] ə˞ [ə˞] | o [o]       |
| Ouverte |            | a [a]         |             |

- Allophones:

Les voyelles, en fin de syllabe, devant /-n/ sont nasalisées. La séquence /-on/ en fin de mot est [uaŋ]. Le /-n/, en fin de mot est [ŋ] :
antan, -or est prononcé [ãntʰãŋ]
haron, dix est prononcé [haruãŋ]
La voyelle [o] est diphtonguée en [uo] :
osɯ- est prononcé [uosɨ-]

### Consonnes
|               |               | Bilabiale | Dentale  | Latérale | Rétroflexe | Palatale | Alv.-palat. | Vélaire | Uvulaire | Glottale |
| ------------- | ------------- | --------- | -------- | -------- | ---------- | -------- | ----------- | ------- | -------- | -------- |
| Occlusives    | Sourdes       | b [p]     | d [t]    |          |            |          |             | g [k]   | ɢ [q]    |          |
| Occlusives    | Aspirée       | p [pʰ]    | t [tʰ]   |          |            |          |             | k [kʰ]  | q [qʰ]   |          |
| Fricatives    | Sourde        | f [f]     | s [s]    |          | ʂ [ʂ]      |          | ɕ [ɕ]       | x [x]   |          | h [h]    |
| Fricatives    | Sonore        |           |          |          |            |          |             | ɣ [ɣ]   |          |          |
| Affriquées    | Sourdes       |           | dz [t͡s]  |          | dʐ [t͡ʂ]    |          | dʑ [t͡ɕ]     |         |          |          |
| Affriquées    | Aspirée       |           | ts [t͡sʰ] |          | tʂ [t͡ʂʰ]   |          | tɕ [t͡ɕʰ]    |         |          |          |
| Nasales       | Nasales       | m [m]     | n [n]    |          |            |          |             |         |          |          |
| Liquides      | Liquides      |           | r [r]    | l [l]    |            |          |             |         |          |          |
| Semi-voyelles | Semi-voyelles | w [w]     |          |          |            | j [j]    |             |         |          |          |

## Morphologie

### Les numéraux
Les numéraux de un à dix du dongxiang sont d'origine mongole :
|                  | Un    | deux  | trois  | quatre  | cinq  | six      | sept    | huit   | neuf  | dix   |
| ---------------- | ----- | ----- | ------ | ------- | ----- | -------- | ------- | ------ | ----- | ----- |
| Mongol classique | nigen | qoyar | ɣurban | dorben  | tabun | jirɣuɣan | doloɣan | naiman | yisün | arban |
| Dongxiang        | niə   | ɢua   | ɢuran  | dʑiəran | tawun | dʐuɣon   | dolon   | naiman | jəsun | haron |

## Dialectes
Glottolog et ELP listent les dialectes suivants, :
- dongxiang
  - sijiaji
  - suonanba
  - wangjiaji